# Alburnus
Alburnus is een geslacht van eigenlijke karpers (Cyprinidae) en kent 29 soorten.

## Soorten
- Alburnus adanensis Battalgazi, 1944
- Alburnus akili Battalgil, 1942
- Alburnus albidus (Costa, 1838)
- Alburnus alburnus (Linnaeus, 1758) – Alver
- Alburnus amirkabiri Mousavi-Sabet, Vatandoust, Khataminejad, Eagderi, Abbasi, Nasri, Jouladeh & Vasil'eva, 2015
- Alburnus arborella (Bonaparte, 1841)
- Alburnus atropatenae Berg, 1925
- Alburnus attalus Özulug & Freyhof, 2007
- Alburnus baliki Bogutskaya, Kucuk & Unlu, 2000
- Alburnus battalgilae Özulug & Freyhof, 2007
- Alburnus belvica Karaman, 1924
- Alburnus caeruleus Heckel, 1843
- Alburnus carinatus Battalgil, 1941
- Alburnus chalcoides (Güldenstädt, 1772)
- Alburnus danubicus Antipa, 1909
- Alburnus demiri Özulug & Freyhof, 2007
- Alburnus derjugini Berg, 1923
- Alburnus doriae De Filippi, 1865
- Alburnus escherichii Steindachner, 1897
- Alburnus filippii Kessler, 1877
- Alburnus heckeli Battalgil, 1943
- Alburnus hohenackeri Kessler, 1877
- Alburnus istanbulensis Battalgil, 1941
- Alburnus kotschyi Steindachner, 1863
- Alburnus leobergi Freyhof & Kottelat, 2007
- Alburnus macedonicus Karaman, 1928
- Alburnus mandrensis (Drensky, 1943)
- Alburnus maximus (Fatio, 1882)
- Alburnus mento (Heckel, 1836)
- Alburnus mentoides Kessler, 1859
- Alburnus mossulensis Heckel, 1843
- Alburnus nasreddini Battalgil, 1943
- Alburnus neretvae Buj, Sanda & Perea, 2010
- Alburnus nicaeensis Battalgil, 1941
- Alburnus orontis Sauvage, 1882
- Alburnus qalilus Krupp, 1992
- Alburnus sarmaticus Freyhof & Kottelat, 2007
- Alburnus sava Bogutskaya, Zupančič, Jelić, Diripasko & Naseka, 2017
- Alburnus schischkovi (Drensky, 1943)
- Alburnus scoranza Bonaparte, 1845
- Alburnus selcuklui Elp, Şen & Özuluğ, 2015
- Alburnus sellal Heckel, 1843
- Alburnus tarichi (Güldenstädt, 1814) – Darekh
- Alburnus thessalicus (Stephanidis, 1950)
- Alburnus timarensis Kuru, 1980
- Alburnus vistonicus Freyhof & Kottelat, 2007
- Alburnus volviticus Freyhof & Kottelat, 2007
- Alburnus zagrosensis Coad, 2009

Aaptosyax · Abbottina · Abramis · Acanthalburnus · Acanthobrama · Acanthogobio · Acanthorhodeus · Acapoeta · Acheilognathus · Acrocheilus · Acrossocheilus · Agosia · Albulichthys · Alburnoides · Alburnus · Algansea · Amblypharyngodon · Anabarilius · Anaecypris · Ancherythroculter · Aphyocypris · Aspidoparia · Aspiolucius · Aspiorhynchus · Aspius · Atrilinea · Aulopyge · Aztecula · Balantiocheilos · Bangana · Barbichthys · Barbodes · Barboides · Barbonymus · Barbopsis · Barbus · Barilius · Belligobio · Biwia · Blicca · Boraras · Caecobarbus · Caecocypris · Campostoma · Candidia · Capoeta · Capoetobrama · Carassioides · Carasobarbus · Carassius · Catla · Catlocarpio · Cephalakompsus · Chagunius · Chalcalburnus · Chanodichthys · Chela · Chelaetiops · Chondrostoma · Chuanchia · Cirrhinus · Clinostomus · Coptostomabarbus · Coreius · Coreoleuciscus · Cosmochilus · Couesius · Crossocheilus · Ctenopharyngodon · Culter · Cultrichthys · Cyclocheilichthys · Cyprinella · Cyprinion · Cyprinus · Danio · Danionella · Delminichthys · Devario · Dionda · Diptychus · Discherodontus · Discogobio · Distoechodon · Eirmotus · Elopichthys · Engraulicypris · Epalzeorhynchos · Eremichthys · Erimystax · Erythroculter · Esomus · Eupallasella · Evarra · Exoglossum · Folifer · Garra · Gila · Gnathopogon · Gobio · Gobiobotia · Gobiocypris · Gymnocypris · Gymnodanio · Gymnodiptychus · Gymnostomus · Hainania · Hampala · Hemibarbus · Hemiculter · Hemiculterella · Hemigrammocapoeta · Hemigrammocypris · Hemitremia · Henicorhynchus · Herzensteinia · Hesperoleucus · Horadandia · Horalabiosa · Huigobio · Hybopsis · Hybognathus · Hypophthalmichthys · Hypselobarbus · Hypsibarbus · Iberocypris · Inlecypris · Iotichthys · Iranocypris · Ischikauia · Kalimantania · Kosswigobarbus · Labeo · Labeobarbus · Ladigesocypris · Ladislavia · Lagowskiella · Laocypris · Lavinia · Lepidomeda · Lepidopygopsis · Leptobarbus · Leptocypris · Leucalburnus · Leucaspius · Leuciscus · Linichthys · Lobocheilos · Longiculter · Luciobarbus · Luciobrama · Luciocyprinus · Luciosoma · Luxilus · Lythrurus · Macrhybopsis · Macrochirichthys · Mandibularca · Margariscus · Meda · Megalobrama · Megarasbora · Mekongina · Messinobarbus · Mesobola · Mesogobio · Metzia · Microphysogobio · Microrasbora · Moapa · Mylocheilus · Mylopharodon · Mylopharyngodon · Mystacoleucus · Naziritor · Nematabramis · Neobarynotus · Neobola · Neolissochilus · Nicholsicypris · Nocomis · Notemigonus · Notropis · Ochetobius · Onychostoma · Opsaridium · Opsariichtys · Opsarius · Opsopoeodus · Oregonichthys · Oreichthys · Oreoleuciscus · Orthodon · Ospatulus · Osteobrama · Osteochilichthys · Osteochilus · Oxygaster · Oxygymnocypris · Pachychilon · Paedocypris · Parabramis · Paracanthobrama · Paracheilognathus · Parachela · Paracrossochilus · Paralaubuca · Parapsilorhynchus · Pararasbora · Pararhinichthys · Parasinilabeo · Paraspinibarbus · Parator · Parazacco · Pectenocypris · Pelecus · Percocypris · Petroleuciscus · Phenacobius · Phoxinellus · Phoxinus · Phreatichthys · Pimephalis · Placocheilus · Placogobio · Plagiognathops · Plagopterus · Platygobio · Platypharodon · Platysmacheilus · Pogobrama · Pogonichthys · Pogonocharax · Poropuntius · Porotergus · Probarbus · Procypris · Prolabeo · Prolabeops · Pseudaspius · Pseudobarbus · Pseudobrama · Pseudogobio · Pseudohemiculter · Pseudolaubuca · Pseudophoxinus · Pseudopungtungia · Pseudorasbora · Pteronotropis · Ptychidio · Ptychobarbus · Ptychocheilus · Pungtungia · Puntioplites · Puntius · Racoma · Raiamas · Rasbora · Rasborichthys · Rasborinus · Rastrineobola · Rectoris · Relictus · Rhinichthys · Rhinogobio · Rhodeus · Rhynchocypris · Richardsonius · Rohtee · Rohteichthys · Romanogobio · Rostrogobio · Rutilus · Salmophasia · Salmostoma · Sanagia · Sarcocheilichthys · Saurogobio · Sawbwa · Scaphesthes · Scaphiodonichthys · Scaphognathops · Scardinius · Schismatorhynchos · Schizocypris · Schizopyge · Schizopygopsis · Schizothoraichthys · Schizothorax · Securicula · Semilabeo · Semiplotus · Semotilus · Sikukia · Sinibrama · Sinilabeo · Sinocrossocheilus · Sinocyclocheilus · Snyderichthys · Spinibarbus · Squalidus · Squaliobarbus · Squalius · Stypodon · Sundadanio · Systomus · Tanakia · Tanichthys · Telestes · Thryssocypris · Thynnichthys · Tinca · Tor · Toxabramis · Tribolodon · Trigonostigma · Troglocyclocheilus · Tropidophoxinellus · Typhlobarbus · Typhlogarra · Vimba · Xenobarbus · Xenocyprioides · Xenocypris · Xenophysogobio · Yaoshanicus · Yuriria · Zacco